# 10652 Блау
10652 Блау (10652 Blaeu) — астероїд головного поясу.
Тіссеранів параметр щодо Юпітера — 3,341.